# Jerslev Sogn
Jerslev Sogn er et sogn i Brønderslev Provsti (Aalborg Stift).
I 1800-tallet var Hellum Sogn i Dronninglund Herred anneks til Jerslev Sogn i Børglum Herred. Begge herreder hørte til Hjørring Amt. Trods annekteringen var hvert af de to sogne en selvstændig sognekommune. Ved kommunalreformen i 1970 blev både Jerslev og Hellum indlemmet i Brønderslev Kommune.
I Jerslev Sogn ligger Jerslev Kirke. Mylund Kirke blev i 1926 indviet som filialkirke til Jerslev Kirke, og Mylund blev et kirkedistrikt i Jerslev Sogn. I 2010 blev Mylund Kirkedistrikt udskilt som det selvstændige Mylund Sogn.
I Jerslev og Mylund sogne findes følgende autoriserede stednavne:
- Birkmose (bebyggelse)
- Bålhøj (areal)
- Dårbak Mark (bebyggelse)
- Flyvbjerg (bebyggelse)
- Grydbæk (bebyggelse)
- Grønskov (areal)
- Havsager (bebyggelse)
- Hesselbakke (areal)
- Horsemose (areal)
- Hulvejen (bebyggelse)
- Hummelhede (bebyggelse)
- Jerslev (bebyggelse, ejerlav)
- Kirkholt (bebyggelse)
- Klæstrup (bebyggelse, ejerlav)
- Klæstrupholm (bebyggelse)
- Knasborg (bebyggelse)
- Krattet (bebyggelse)
- Langt-hjem (bebyggelse)
- Lunderbak (bebyggelse)
- Lunderhede (bebyggelse)
- Løth (bebyggelse)
- Mylund (bebyggelse)
- Møgelhøj (areal)
- Mølhede (bebyggelse)
- Mølholm (bebyggelse, ejerlav)
- Møllebæk (vandareal)
- Pajhede Skov (areal)
- Sterup (bebyggelse, ejerlav)
- Sterup Fælled (bebyggelse, ejerlav)
- Sterup Vestermark (bebyggelse)
- Storhøj (areal)
- Svennum (bebyggelse, ejerlav)
- Svinhøj (areal)
- Søheden (bebyggelse)
- Søhedens Bakke (areal)
- Tingtræhuse (bebyggelse)
- Vester Mellerup (bebyggelse, ejerlav)
- Vesterkær (bebyggelse)
- Øster Mellerup (bebyggelse, ejerlav)
- Østermarken (bebyggelse)
- Åholm (bebyggelse)
- Ålstrup (bebyggelse, ejerlav)

På en mark i Jerslev Sogn blev der i 1973 og 1977 fundet to rigt ornamenterede økser fra bronzealderen.
De to økser er nu på Nationalmuseet og pryder et dansk frimærke fra 2007.